# Эш (буква дезеретского алфавита)
𐐟, 𐑇 (эш, англ. esh; в Юникоде называется эш, англ. esh) — тридцать вторая буква дезеретского алфавита, использовавшегося для записи английского языка Церковью Иисуса Христа Святых последних дней в 1854—1875 годах.

## Использование
Обозначала согласный [ʃ], который в традиционной английской орфографии может записываться как sh, ch, sch, ti или si. Изначально могла также обозначать слог [ɛʃ], соответствующий названию буквы, но после 1869 года такой способ записи применялся только для отдельно стоящих букв. В варианте английского фонотипического алфавита Эллиса и Питмана 1847 года, на котором был основан дезеретский алфавит, данной букве соответствовала Ʃ ʃ.
В романизации ALA-LC для дезеретского письма, принятой в 2016 году, эта буква передаётся как Sh sh.

## Кодировка
Буква была впервые предложена для внесения в Юникод Джоном Х. Дженкинсом 8 ноября 1996 года, её заглавную и строчную формы предлагалось закодировать за пределами Основной многоязычной плоскости (BMP) на неопределённых кодовых позициях U+xxx1F и U+xxx4F. 5—6 декабря заявка была одобрена Техническим комитетом Юникода (UTC). 20 января 1997 года была подана заявка в WG2, которая была принята 20—24 января.
16 октября 1998 Майкл Эверсон предложил изменить порядок символов при кодировке дезеретского алфавита, разместив строчные буквы непосредственно после соответствующих заглавных, заглавное и строчное начертания данной буквы он поставил на кодовые позиции U+1103E и U+1103F соответственно. 23 января 1999 он пересмотрел своё решение и предложил закодировать символы в том же порядке, который ранее предложил Дженкинс, но сдвинув строчные буквы на 8 кодовых позиций назад, что позволило бы сэкономить один столбец из 16 кодовых позиций; для заглавной и строчной форм данной буквы он на сей раз предложил кодовые позиции U+1111F и U+11147.
Заглавная и строчная формы буквы были включены в Юникод в версии 3.1, вышедшей в марте 2001 года, под шестнадцатеричными кодами U+1041F и U+10447 соответственно, они входят в блок «Дезеретское письмо» (англ. Deseret).
12 апреля 1997 года Джон Х. Дженкинс подал заявку на включение дезеретского алфавита в ConScript Unicode Registry, заглавную и строчную формы данной буквы предлагалось разместить в области для частного использования на кодовых позициях U+E84F и U+E87F соответственно. В том же году данная буква была включена в CSUR, а после внесения дезеретского алфавита в Юникод в 2001 году — исключена.
В 2002 году Кеннет Р. Бизли разработал LAΤΕΧ-совместимый шрифт desalph на METAFONT, заглавная и строчная формы буквы в нём вызываются командами \daucesh и \dalcesh соответственно, или, более коротко, \uc{S} и S (только внутри команды \textda{}).